# Tell Hamis (nahija)
Nahija Tell Hamis je nahija u okrugu Qamishli, u sirijskoj pokrajini Al-Hasakah. Po popisu iz 2004. (prije rata), nahija je imala 71.699 stanovnika. Administrativno sjedište je u naselju Tell Hamis.